# Departamento de Antiguidades (Jordânia)
O Departamento de Antiguidades é um departamento governamental no Reino Hachemita da Jordânia, responsável pela pesquisa arqueológica e pelo gerenciamento do patrimônio cultural. Faz parte do Ministério do Turismo e Antiguidades.
O departamento foi estabelecido em 1923 no que era então o Emirado da Transjordânia, um protetorado do Império Britânico. Suas responsabilidades são legisladas nas leis nº 24 de 1934, nº 21 de 1988 e nº 22 de 2004.
O departamento publica uma revista acadêmica, o Anuário do Departamento de Antiguidades da Jordânia, desde 1951, e organiza uma conferência internacional sobre a história e a arqueologia da Jordânia a cada três anos, desde 1980. Também mantém um sistema público abrangente de informações geográficas e um banco de dados de sítios arqueológicos no país, desenvolvido em cooperação com o Getty Conservation Institute, o Geodatabase do Oriente Médio para Antiguidades - Jordânia (MEGA-J).

## Diretor Geral
O departamento é chefiado por um diretor geral. Houve 18 detentores do cargo desde que o primeiro, Ridha Tawfiq, foi nomeado em 1923:
- Ridha Tawfiq, 1923–1928
- Tawfiq Abun al-Huda, 1929
- Ala Edein Toqan, 1931
- Adeeb al-Kayed, 1933
- Hisham Kair, 1933–1939
- Gerald Lankester Harding, 1939-1956
- Abdel el-Kareem Gharaybeh, 1956
- Saeed al-Durrah, 1956–1959
- Awni al-Dajani, 1959-1968
- Michael Jmaiaan, 1968
- Yaacoub Ouais, 1968-1971 e 1972-1977
- Mansour al-Bataineh, 1971-1972
- Adnan al-Hadidi 1977–1989
- Ghazi Bishah, 1989–1991
- Safwan al-Tall, 1991-1994
- Ghazi Bishah, 1994-1999
- Fawwaz al-Khraysheh, 1999–2010
- Ziad al-Saad, 2010-2011
- Faris al-Hmoud, 2011-2013
- Monther Jamhawi, 2013-2018
- Yazeed Alian, desde 2018